# نورثروپ وای‌بی-۴۹
نورثروپ وای‌بی-۴۹ (به انگلیسی: Northrop YB-49) یک هواپیمای بال‌دیس آمریکایی ساخت نورثروپ بود. نخستین استفاده‌کنندهٔ این هواپیما نیروی هوایی ایالات متحده آمریکا بوده‌است. این هواپیما برای نخستین بار در ۲۱ اکتبر ۱۹۴۷ میلادی مورد استفاده قرار گرفت.

## مشخصات
داده‌ها از National Museum of the United States Air Force, and U.S. Standard Aircraft Characteristics
ویژگی‌های عمومی
- خدمه: ۶
- طول: ۵۳ فوت ۱ اینچ (۱۶٫۱۸ متر)
- پهنای بال: ۱۷۲ فوت ۰ اینچ (۵۲٫۴۳ متر)
- ارتفاع: ۱۵ فوت ۲ اینچ (۴٫۶۲ متر)
- مساحت بال‌ها: ۴٬۰۰۰ فوت مربع (۳۷۰ متر مربع)
- نسبت اندازه: 7.2
- ایرفویل: root: NACA 653-019; tip: NACA 653-018
- وزن خالی: ۸۸٬۴۴۲ پوند (۴۰٬۱۱۷ کیلوگرم)
- وزن ناخالص: ۱۳۳٬۵۶۹ پوند (۶۰٬۵۸۶ کیلوگرم)
- بیشترین وزن برخاست: ۱۹۳٬۹۳۸ پوند (۸۷٬۹۶۹ کیلوگرم)
- پیشرانه: ۸ عدد turbojet engines Allison J35-A-15, ۴٬۰۰۰ پوند-نیرو (۱۸ کیلونیوتن) thrust در هر موتور

(6x ۵٬۰۰۰ پوند-نیرو (۲۲٬۲۴۱٫۱۱ نیوتن) Allison J35-A-19 engines on YRB-49)
عملکرد
- حداکثر سرعت: ۴۹۳ مایل بر ساعت (۷۹۳ کیلومتر بر ساعت، ۴۲۸ گره)
- سرعت کروز: ۳۶۵ مایل بر ساعت (۵۸۷ کیلومتر بر ساعت، ۳۱۷ گره)
- بُرد: ۹٬۹۷۸ مایل (۱۶٬۰۵۸ کیلومتر، ۸٬۶۷۱ مایل دریایی) maximum[۴]
- بُرد رزمی: ۱٬۶۱۵ مایل (۲٬۵۹۹ کیلومتر، ۱٬۴۰۳ مایل دریایی) with ۱۰٬۰۰۰ پوند (۴٬۵۳۶ کیلوگرم) bombload
- حداکثر ارتفاع: ۴۵٬۷۰۰ فوت (۱۳٬۹۰۰ متر)
- نرخ صعود: ۳٬۷۸۵ فوت بر دقیقه (۱۹٫۲۳ متر بر ثانیه)
- بارگیری بال: ۳۳ پوند بر فوت مربع (۱۶۰ کیلوگرم بر متر مربع)
- نیرو/وزن: 0.23

تسلیحات

- اسلحه‌ها: 4 × .50 in (12.7 mm) machine guns (to be mounted in rotating "stinger" tail cone on all production aircraft)
- بمب‌ها: 16,000 lb (7,260 kg) of ordnance